# Thomas Häßler
Thomas Jürgen "Icke" Häßler (30 de maig de 1966) és un exfutbolista alemany de la dècada de 1990.
Fou 101 cops internacional amb la selecció alemanya amb la qual participà en la Copa del Món de futbol de 1990, a la Copa del Món de futbol de 1994 i a la Copa del Món de futbol de 1998.
Pel que fa a clubs, defensà els colors de 1. FC Köln, Juventus FC, AS Roma, Karlsruher SC i Borussia Dortmund.

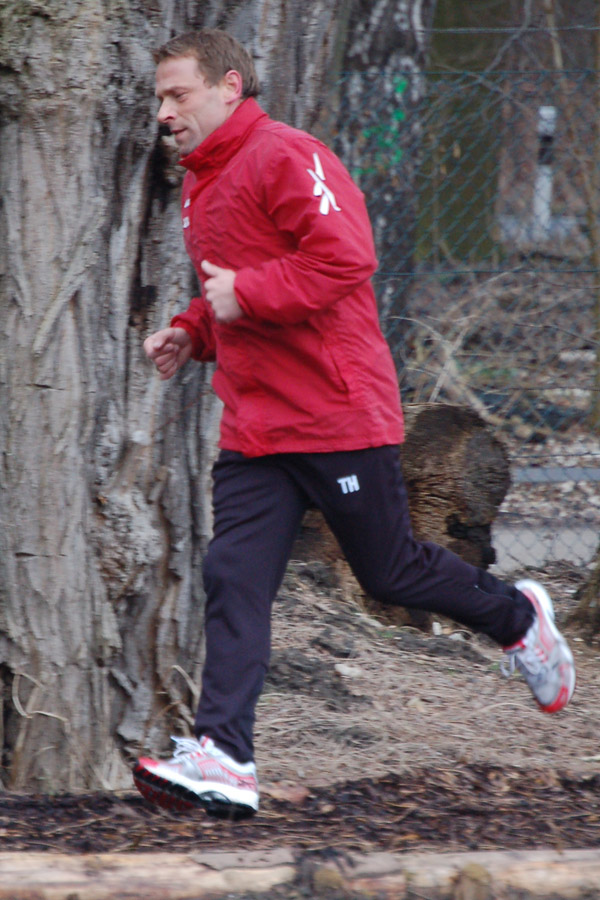
Thomas Häßler entrenant el 2009.

## Palmarès
Alemanya
- Copa del Món de futbol: 1990
- Eurocopa de futbol: 1996